# Comuna Iarîșivka, Tîvriv
Iarîșivka (în ucraineană Яришівка) este o comună în raionul Tîvriv, regiunea Vinnița, Ucraina, formată din satele Iarîșivka (reședința), Lanî și Studenîțea.

## Demografie
Componența lingvistică a satului Iarîșivka
     Ucraineană (98,49%)
     Rusă (1,28%)
     Alte limbi (0,15%)
Conform recensământului din 2001, majoritatea populației satului Iarîșivka era vorbitoare de ucraineană (98,49%), existând în minoritate și vorbitori de rusă (1,28%).